# Конец Чирвы-Козыря
«Конец Чирвы-Козыря» — художественный фильм режиссёра Василия Лапокныша, вышедший в 1957 году.
Фильм снят по мотивам пьесы Ивана Микитенко «Диктатура».
Премьера фильма состоялась 18 февраля 1959 года.

## Сюжет
Действие происходит в украинском селе Горбачи осенью 1929 года, на пороге первой пятилетки.

Кто постарше, пусть вспомнит, кто помоложе — вообразит…
Первые кубометры бетона для плотины Днепрогэса,
Первые колхозы, первые ударники на заводах и шахтах…
Враги предвещали провал пятилетки, вопили о разрухе и голоде.
Хлеба в стране действительно не хватало…
В разгар заготовки хлеба в соответствии с установленными квотами, кулак Антин Чирва зарывает в землю 600 пудов зерна, чтобы не продавать его государству по фиксированной цене.
В село для организации хлебозаготовок приезжает коммунист Григорий Дударь. Его первые сборы и голосования терпят поражения из-за провокаций кулаков, далее ему удаётся склонить на свою сторону бедных селян.
Отдельная линия фильма — взаимоотношения Грицька, сына Чирвы, и Оксаны. Под презрительным взглядом любимой девушки Грицько выдаёт место, где зарыто зерно его отца, за что получает расположение Оксаны и проклятие отца.

 Так село Горбачи перешагнуло через порог первой в истории человечества пятилетки.

## Создатели фильма
- Автор сценария: Александр Левада
- Режиссёр-постановщик: Василий Лапокныш
- Операторы-постановщики:
  - Александр Ананасов
  - Леонид Кохно
- Композитор: Юлий Мейтус
- Звукооператоры:
  - Нина Авраменко
  - Аркадий Лупал
- Художники-постановщики:
  - Александр Кудря
  - Олег Степаненко
- Художник по костюмам: Юния Майер
- Грим:
  - В. Чухманенко
  - В. Шикин
- Оркестр министерства культуры УССР
  - Дирижёр: Вениамин Тольба
- Танцы в постановке Вахтанга Вронского
- Директор картины: Я. Шнайдер